# Aedes washinoi
Aedes washinoi é um espécie de mosquito do género Aedes, pertencente à família Culicidae.